# Bürgerbräukeller

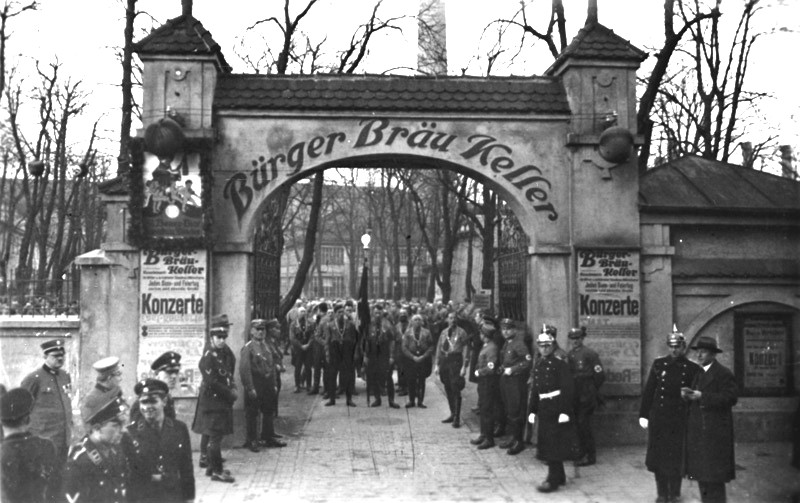
Toegang tot de Bürgerbraükeller in 1933

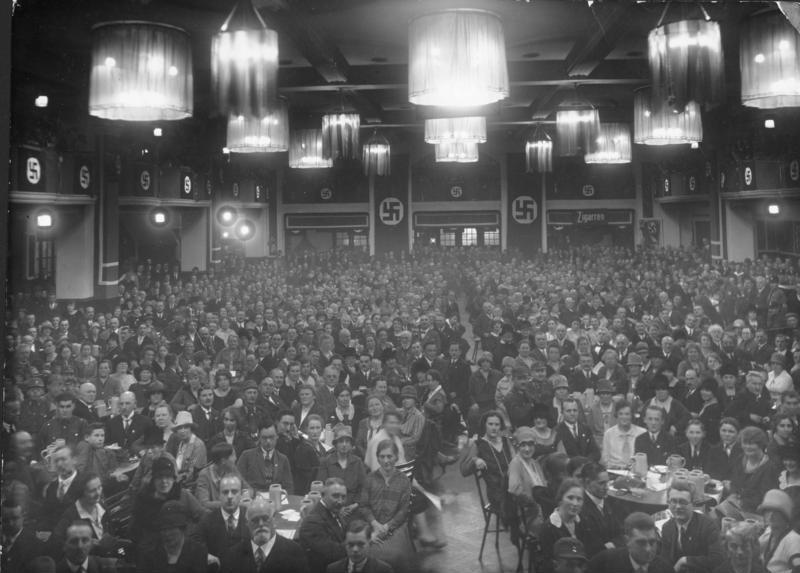
NSDAP-bijeenkomst, 1923

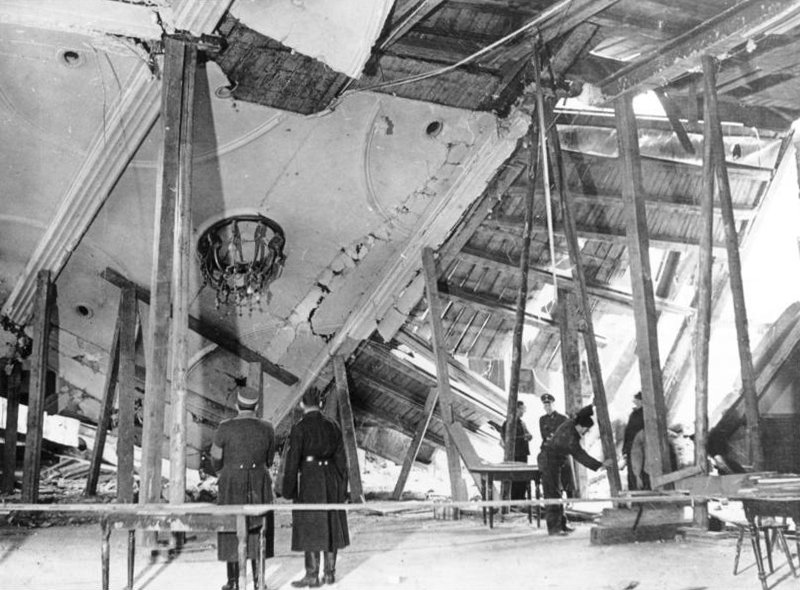
Bürgerbräukeller na de bomaanslag op 8 november 1939.

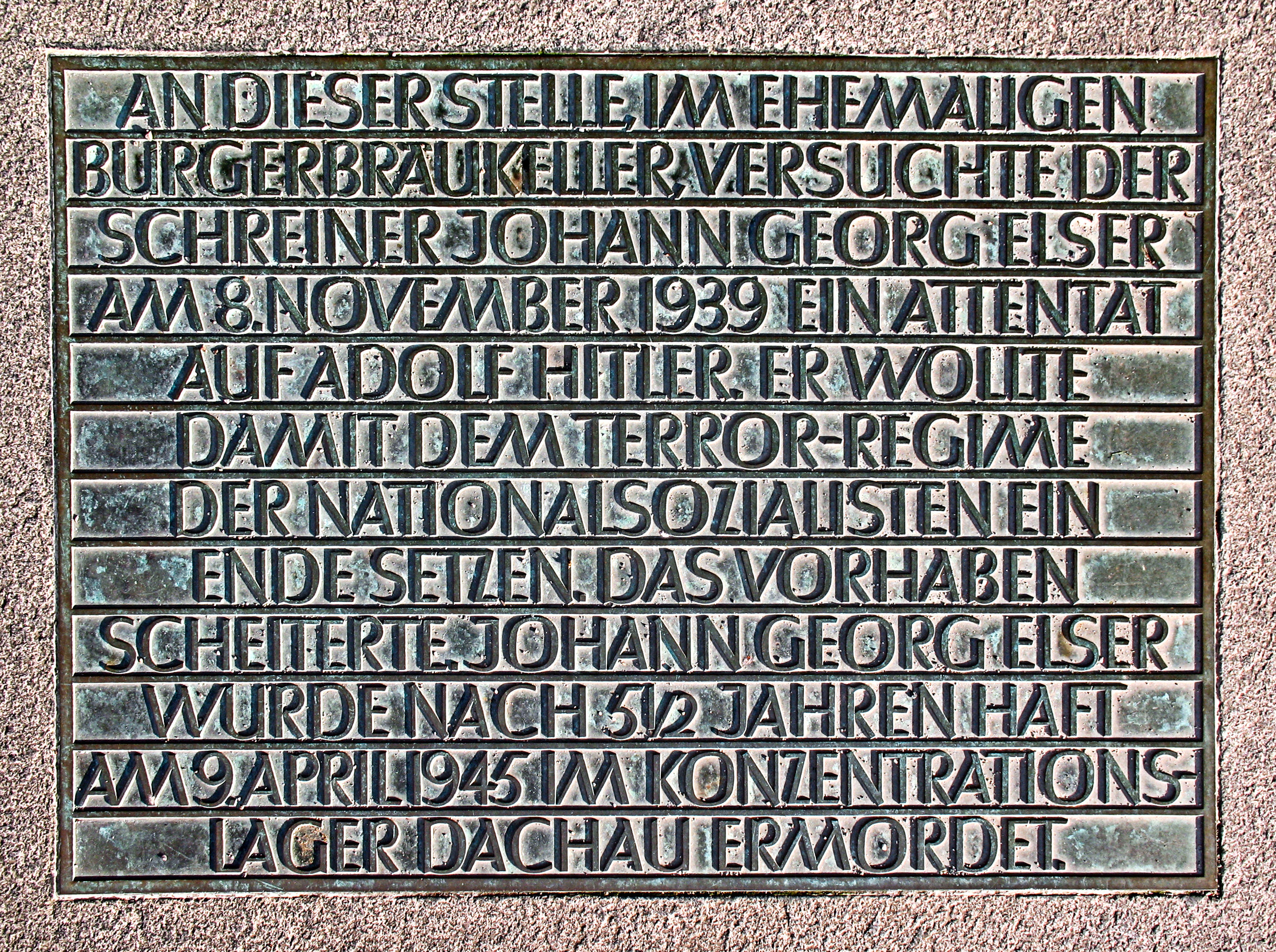
Herdenkingsplakette voor Georg Elser op de plaats van de aanslag

De Bürgerbräukeller was een in München aan de Rosenheimerstrasse gelegen brasserie, geopend in 1885, met plaats voor 1830 personen. Men kon er, behalve voor drank, terecht voor een eenvoudige, goedkope maaltijd. Ten tijde van de Weimarrepubliek werd de plek populair voor het houden van politieke bijeenkomsten.

## Bierkellerputsch
Internationaal bekend werd de brasserie op 8 november 1923 toen in de zaal een politieke bijeenkomst werd gehouden die verstoord werd door een groep nationaalsocialisten onder leiding van Adolf Hitler, Erich Ludendorff, Hermann Göring die de spreker Gustav von Kahr van het podium joeg en de aanwezigen opriep tot het plegen van een staatsgreep. Deze Bierkellerputsch liep de volgende dag bij een mars van Hitler en zijn volgelingen op de Feldherrnhalle aan de Odeonsplatz af in een vuurgevecht waarbij zestien putschisten en vier politiemensen stierven.
Nadat Hitler een deel van zijn gevangenisstraf voor deze actie uitgezeten had, werd op 27 februari 1925 op deze locatie deze ondertussen verboden NSDAP heropgericht. Vanaf de machtsovername door Hitler in januari 1933 werd in de bierkelder jaarlijks op 8 november de mislukte poging tot staatsgreep herdacht door de NSDAP-leiders en de volgelingen van het eerste uur, waarbij Hitler telkens aanwezig was en een redevoering hield.

## Bomaanslag op Hitler
Op 8 november 1939, kort na het uitbreken van de Tweede Wereldoorlog, vond er tijdens een bijeenkomst ter herdenking van de putsch een door Georg Elser geplande bomaanslag op Hitler plaats, waaraan Hitler en verschillende nazikopstukken slechts door een samenloop van omstandigheden op het nippertje ontsnapten. In totaal kwamen bij de aanslag acht mensen om en raakten er 63 gewond. Tijdens de oorlog werd de zaal daarna als opslagplaats voor levensmiddelen gebruikt.

## Na de oorlog
Na de oorlog was er een kantine voor de troepen van het Amerikaanse bezettingsleger. In 1958 werd er opnieuw een bierkelder geopend die in 1979 afgebroken werd voor een aantal nieuwbouwprojecten. Vandaag is er het  Hilton München City Hotel gevestigd en het GEMA-hoofdkantoor waar een herinneringsplaquette voor Georg Elser is aangebracht.
- MusicBrainz: 94f80aa1-0e7f-42ea-bd9e-6506d84f6688
- Virtual International Authority File: 243733003